# Clydebank
Clydebank (gälisch Bruach Chluaidh) ist eine Stadt am Nordufer des Clyde am Rande Glasgows im Westen Schottlands. Sie hat 28.799 Einwohner. Clydebank wurde 1886 gegründet und diente früh als Wohngebiet für die Arbeiter der umliegenden Schiffswerften.
Eine der bekanntesten Werften war John Brown & Company, in der der Großteil der Schiffe der Cunard Line gebaut wurden, darunter die Queen Mary, die Queen Elizabeth und die Queen Elizabeth 2. Weitere bekannte Schiffe der Werft waren das Passagierschiff Lusitania und der Schlachtkreuzer Hood. Ein anderer großer Arbeitgeber der Stadt war die Singer Company.

1000-kg-Luftmine in Glasgow (18. März 1941)

Wegen der bedeutenden Werften wurde Clydebank im Zweiten Weltkrieg zum Angriffsziel der deutschen Luftwaffe und in den Nächten des 13. und 14. März 1941 massiv bombardiert („Clydebank Blitz“). Von den damals 50 000 Einwohnern wurden 35 000 obdachlos.

## Persönlichkeiten
- James Cosmo (* 1948), Schauspieler
- Ross Doohan (* 1998), Fußballtorhüter
- Kevin Bridges (* 1986), Stand Up Comedian